# Rubén Darío Hernández
Pour les articles homonymes, voir Hernández.
Rubén Darío Hernández, né le 19 février 1965 à Armenia (Colombie), est un footballeur colombien, qui évoluait au poste d'attaquant à Once Caldas, au Millonarios, à l'Atlético Nacional, à Envigado, à l'America Cali, à l'Independiente Santa Fe, au New York MetroStars, au Deportes Quindío et au Deportes Tolima ainsi qu'en équipe de Colombie.
Hernández marque un but lors de ses dix-sept sélections avec l'équipe de Colombie entre 1988 et 1996. Il participe à la coupe du monde de football en 1990 et à la Copa América en 1989 avec la Colombie.

## Palmarès

### En équipe nationale
- 17 sélections et 1 but avec l'équipe de Colombie entre 1988 et 1996.
- Huitième-de-finaliste de la coupe du monde 1990.
- Participe au premier tour de la Copa América 1989.

### Avec Millonarios
- Vainqueur du Championnat de Colombie de football en 1987 et 1988.

### Avec l'Atlético Junior
- Vainqueur de la Copa Interamericana en 1990.
- Vainqueur du Championnat de Colombie de football en 1991.

### Distinctions personnelles
- Meilleur buteur du Championnat de Colombie de football en 1994.